# Autoroute A49 (France)
Pour les articles homonymes, voir A49.
L'autoroute A49 est une autoroute française qui relie Valence (début de l'autoroute à Bourg-de-Péage) à Grenoble (fin de l'autoroute au niveau de la bifurcation avec l'A48, à Voreppe). Elle a été mise en service définitivement en 1992.

## Caractéristiques
- 2 × 2 voies.
- 70,4 kilomètres de longueur (de Voreppe à Bourg-de-Péage, à la jonction avec la RN 532).
- Section concédée à AREA entre la sortie 6 et la jonction avec l'A48 (62 km[1]).
- Section à péage entre la sortie 7 et la jonction avec l'autoroute A48.

## Historique
Le premier tronçon a été livré à la circulation en 1991 entre la jonction sur l'A48 à Voreppe et l'échangeur de Tullins (sortie no 11). Son prolongement vers Bourg-de-Péage a été ouvert en 1992.

## Tracé

### A49
Section concédée à AREA et payante (sauf entre les sorties 7 à 6).

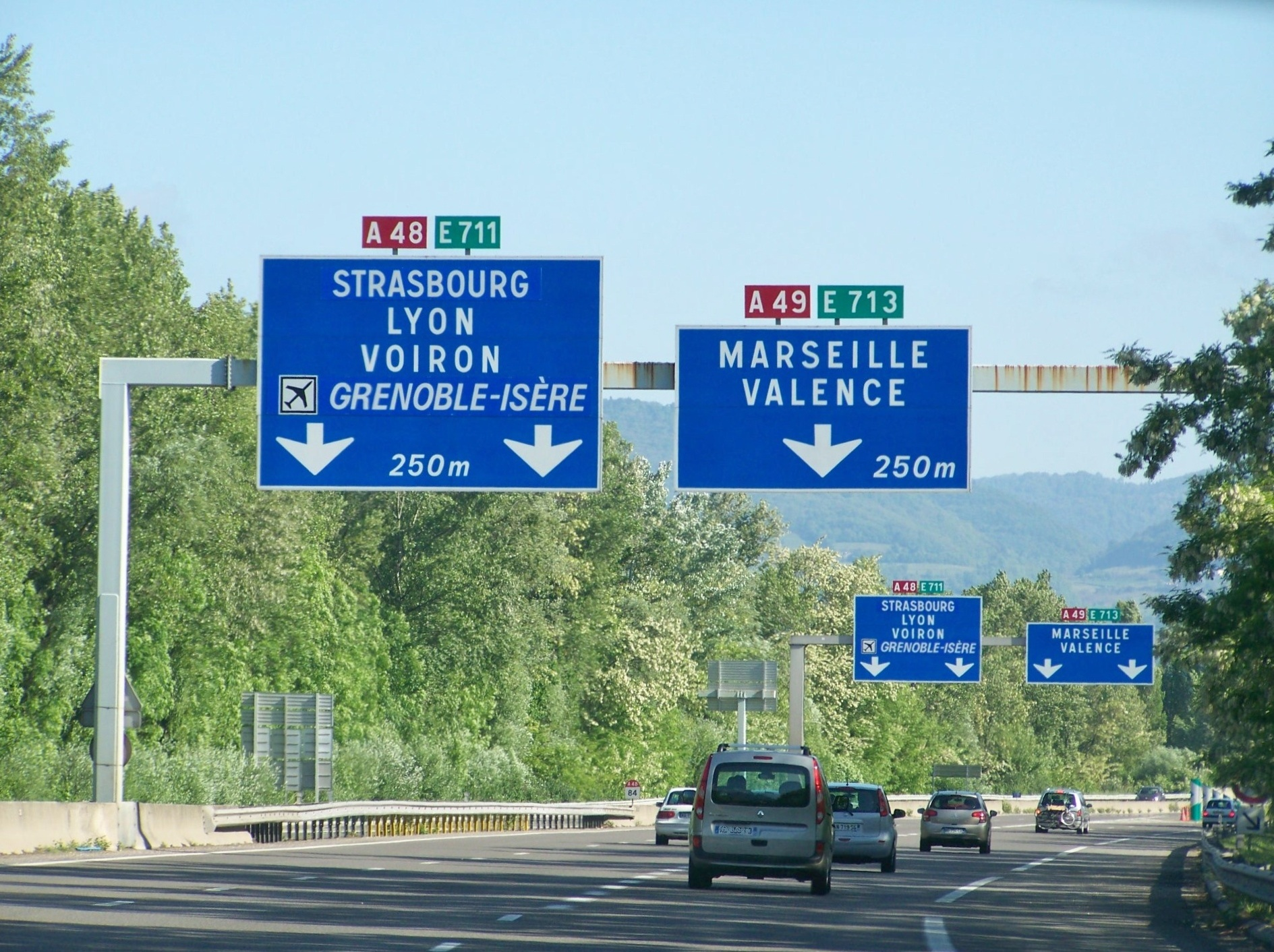
Commencement de l'A49 à la séparation avec l'A48 peu après Grenoble.

- Échangeur entre A48 et A49 : Grenoble, Turin-Milan, Genève (A41), Chambéry, Lyon (A43), Voiron
- 11 Tullins : Tullins, Moirans
  -  Aire de repos de Poliénas (sens  Grenoble-Valence)
  -  Aire de repos de L'Albenc (sens  Valence-Grenoble)
- 10 Vinay : Vinay
  -  Aires de repos de Saint-Sauveur (sens  Grenoble-Valence),  de Chambaran (sens Valence-Grenoble)
- 9 Saint-Marcellin : Saint-Marcellin, Pont-en-Royans

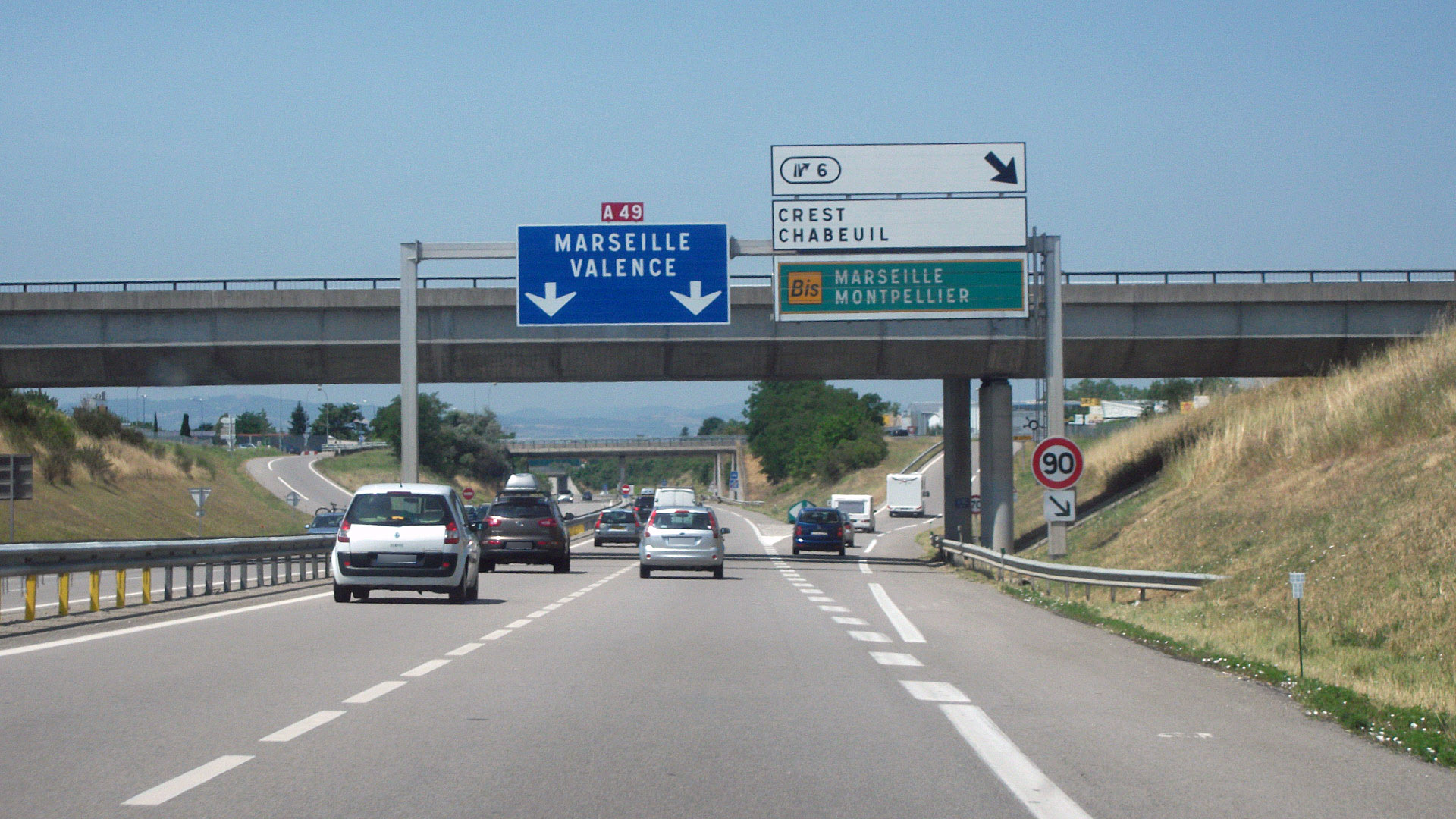
Dernière sortie en direction de Valence en juillet 2013, avant que l'autoroute ne devienne route nationale.

Passage du département de l'Isère au département de la Drôme
- Aires de service de La Porte de la Drôme (sens Grenoble-Valence),  de Royans-en-Vercors (sens Valence-Grenoble)
- 8 La Baume d'Hostun : Saint-Nazaire-en-Royans, La Baume-d'Hostun, Villard-de-Lans, Pont-en-Royans
- Péage de Chatuzange-le-Goubet
- 7 Romans - est : Chambéry, Grenoble par RD, Romans-sur-Isère, Beaurepaire, Bourg-de-Péage
- 6 Romans - centre : Romans-sur-Isère, Bourg-de-Péage, Crest, Chabeuil
- Fin d'autoroute et début de route à accès réglementé : l'A49 devient la RN 532

### RN 532
Section non-concédée à DIR Centre-Est et gratuite.
- Aires de service de Marlhes (sens Valence-Grenoble),  et de Bayanne (sens Grenoble-Valence)
- 5 Alixan : Châteauneuf-sur-Isère, Alixan, Rovaltain - nord
- 4 Gare de Valence TGV : Gare de Valence TGV, Rovaltain - sud, Z. I. Les Plaines
- 3 Saint-Marcel-lès-Valence - nord : Saint-Marcel-lès-Valence
  -  Aire de repos des Fruitiers (sens  Valence-Grenoble)
- 2 Saint-Marcel-lès-Valence - sud : Saint-Marcel-lès-Valence - Le  Plovier, Z. I. Laye
  - RN 532 se connecte à la RN 7

### RN 7
Section non-concédée à DIR Centre-Est et gratuite.
- 35 Valence - Les Couleures ( Échangeur entre RN 7 et RN 532) : Lyon, Valence - centre, Bourg-lès-Valence
- 34 Valence - Briffaut : Valence, Aéroport de Valence-Chabeuil, Malissard
- 33 Beaumont-lès-Valence : Beaumont-lès-Valence, Valence, Malissard, Université, Technoparcs
- 32 Valence - Lautagne : Montéléger, Beauvallon, Valence, Centre Hospitalier
- 31 Valence - Fontlozier : Gap, Montélimar, Privas, Crest, Valence, Les Aureats
- 30 Valence - Victor Hugo : Le Puy-en-Velay, Guilherand-Granges, Portes-lès-Valence, Valence, Z. I. La Motte, Parc de l'Épervière

Section concédée à ASF et payante
- Péage de Valence-sud
- Échangeur entre RN 7 et A7 : Lyon, Marseille, Avignon, Montélimar, Privas

### Ouvrages d'art exceptionnels
| Nom                     | Longueur     | Date de construction | Lieu              |
| ----------------------- | ------------ | -------------------- | ----------------- |
| Pont sur la Roize       | 112 m        | 1989                 | Voreppe           |
| Viaduc sur le Tréry     | 240 et 230 m | 1987-1989            | Vinay             |
| Viaduc sur le Vézy      | 2 × 90 m     | 1989-1990            | Têche             |
| Viaduc du Puits d'Enfer | 220 et 210 m | 1989-1990            | Saint-Sauveur     |
| Viaduc sur l'Isère      | 306 m        | 1989-1990            | La Baume-d'Hostun |
| Viaduc de La Beaure     | 2 × 341,50 m | 1989-1990            | Beauregard-Baret  |

### Croisements autoroutiers
Il n'existe aucun croisement autoroutier en dehors de ses extrémités :
- l'A48, en direction de l'A43 (Lyon et Grenoble) ;
- la RN 532 (voie express) vers Valence.

## Départements traversés
L'autoroute A49 - dite l' « autoroute de la noix » - traverse deux départements et longe la commune de Chatte (Isère).
La liste suivante répertorie les villes desservies et sites à visiter à proximité de l'autoroute.
Isère
- Grenoble
- Parc naturel régional du Vercors

Drôme
- Romans
- Valence